# Miami Metromover
Le Metromover est un système de navette automatique gratuit exploité par Miami-Dade Transit (MDT) à Miami, en Floride. Ses 7,1 kilomètres en trois lignes se décomposent en 21 stations desservies par une flotte de 29 véhicules.
Il dessert le centre-ville de Miami, Brickell, Park West et le quartier des arts et divertissements. Metromover se connecte avec le Metrorail aux stations Government Center et Brickell. Il se connecte également au Metrobus. Mis en service le 17 avril 1986 pour desservir le centre-ville par une boucle intérieure (Inner Loop), le réseau de navettes est ensuite étendu avec les extensions d'Omni Loop et de Brickell Loop le 26 mai 1994. Le Metromover sert principalement de moyen alternatif de transport dans les quartiers du centre-ville de Miami. Les stations sont situées à environ deux pâtés de maisons les unes des autres et se connectent à proximité de tous les principaux bâtiments et lieux du centre-ville. Moyen de transport de rabattement vers le Metrorail, le système connaît une croissance annuelle de la fréquentation le plus souvent régulière.
Le Metromover fait partie des trois navettes automatiques de centre-ville aux États-Unis, les deux autres étant le Jacksonville Skyway et le Detroit People Mover. Le Metromover est de loin le plus fréquenté, le seul système achevé des trois, et est considéré comme un catalyseur du développement du centre-ville.

## Histoire
La ville de Miami présente cette particularité d'être à seulement environ trois mètres au-dessus du niveau de la mer, ce qui rend la construction en  sous-sol difficile et chère, compte-tenu également de la faible profondeur de la nappe phréatique. C'est pour cette raison que la métro de la ville fut construit en aérien. Il fallut trouver une solution particulière pour la desserte du centre-ville compte-tenu qu'un métro classique aérien ne pouvait trouver sa place entre les immeubles. Ce n'est pas seulement le centre-ville qui était concerné par cette problématique, mais Miami avait également développé deux autres grandes zones urbaines. La zone Omni, localisée à environ quatorze pâtés de maisons au nord sur le boulevard Biscayne devenait rapidement un pôle important, et le quartier Brickell, situé juste au sud de la rivière Miami était comparable au centre-ville avec de nombreux grands immeubles de bureaux entrecoupés d'hôtels et d'immeubles résidentiels à haute densité. Ces zones également devaient être desservis par un service de transport en commun.
En 1976, l'Urban Mass Transportation Administration (UMTA) annonce son programme Downtown People Mover (DPM), dans le but d'évaluer l'impact économique d'une meilleure circulation au centre-ville sur la ville centrale, tester la faisabilité et la fiabilité des navettes automatiques comme alternatives viables au transport urbain classique. Ce programme donne à Miami la réponse à ses besoins de transport en commun en centre-ville et Miami participe à la compétition pour obtenir un financement par UMTA de son projet. Miami est sélectionné en tant que ville de second rang, le premier financement allant aux villes de Houston, Saint Paul, Los Angeles et Cleveland, ce qui ne décourage pas la ville à continuer. Les populations locales des villes de premier rang n'adhérant pas au projet, en décembre 1977, l'UMTA réaffirme son engagement à soutenir le projet Miami DPM. L'UMTA finance l'ingénierie préliminaire qui est lancée en novembre 1978 réalisée par la société à Gannett Fleming / SKBB. Cette étude préconise un DPM de 6,6 km et rédige les documents de conception, de réalisation et de planification détaillée du système.
En janvier 1979 est créé le Metropolitan Dade County Board pour décider des étapes. En juin 1979, la construction du DPM est décidée en deux étapes. La première étape consistait à réaliser un parcours en boucle de 3,1 km avec neuf stations d'une longueur de 25 m (dont sept stations à double sens et deux stations en sens unique) généralement à quai central.
Les clauses contractuelles originales prévoyait l'achèvement du système 42 mois après l'avis de procéder. Un certain nombre de retards sont enregistrés avant le début des travaux, ce qui prolonge la date d'achèvement de 13,5 mois. Ces retards étaient principalement attribuables aux changements de tracé des itinéraires initiés par le client et aux difficultés d'acquisition de l'emprise. Après le début de la construction, des retards supplémentaires résultèrent des difficultés avec les réseaux souterrains rencontrés lors de la construction des fondations du système. La date finale d'achèvement est le 31 mars 1986 et le système est mis en service le 17 avril avec un horaire allant d'abord de 6 h 30 à 21 h, puis de 6 h à minuit. Le système coûtera finalement 153 millions de dollars. L'essentiel du financement est obtenu du budget fédéral.

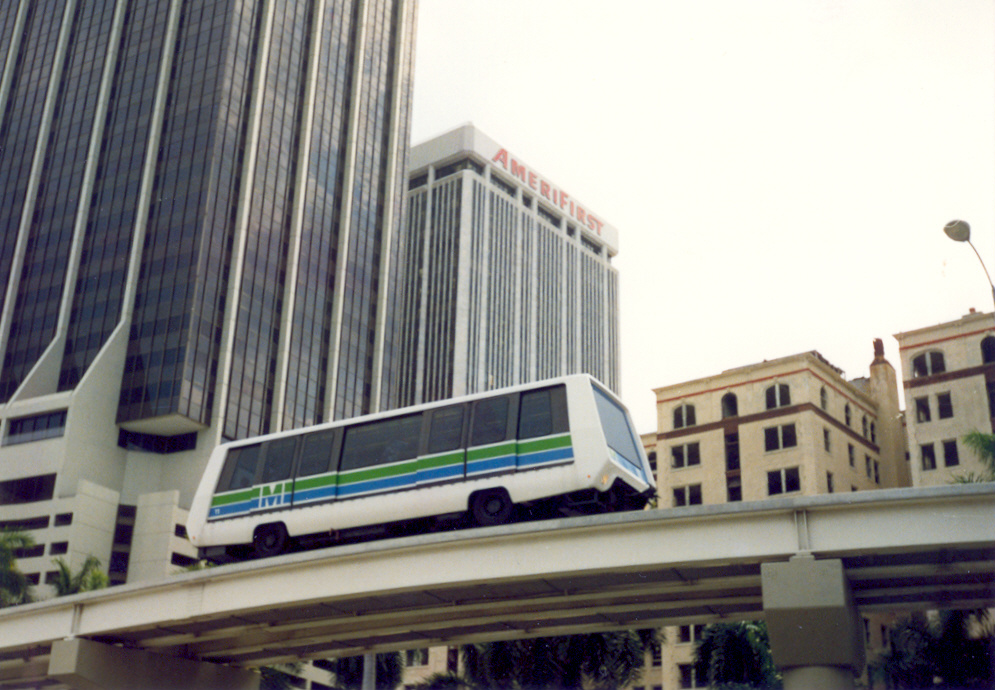
Véhicule Westinghouse C-100.

Les douze véhicules Westinghouse C-100 circulent sur des pistes portées par des poutres en béton, 6 à 15 mètres au-dessus du sol, desservant les neuf stations à une vitesse allant jusqu'à 48 km/h. Le guidage des véhicules est effectué par un rail de guidage central. Ces véhicules sur pneus de grande capacité, largeur de 2,84 m et longueur de 11,9 m, circulent en rame de un ou deux véhicules. Leur capacité unitaire est de 100 passagers (88 debout et 12 assis) d'où leur nom. Le système est conçu pour transporter plus de 5 000 passagers par heure aux heures de pointe. L'intervalle entre trains est de deux minutes en heure de pointe et 3 minutes 30 en heure creuse. Avec une moyenne journalière de plus de 10 000 passagers, le succès du Metromover en termes de fréquentation est conforme aux attentes en remplissant sa fonction de ligne de rabattement des voyageurs du centre-ville sur la ligne du métro ainsi que sur des lignes de bus.
L'exploitation du système nécessite alors 45 personnes dont 26 personnes pour la maintenance.
Deux extensions prévues à l'origine sont construites : l'extension nord vers Omni avec 2,2 km et six stations et l'extension sud vers Brickell de 1,8 km avec six stations également. Le dossier d'impact est approuvé en février 1988. Les contrats de construction génie civil sont signés début 1991. Les extensions sont mis en service en mai 1994 avec dix-sept véhicules supplémentaires.
En termes de fréquentation, le succès du Metromover se confirmera les années suivantes. En 2007, ce sont 28 000 passagers qui empruntent chaque jour le système, soit 8,7 millions de passagers dans l'année.

## Réseau

Carte des boucles du Metromover.

L'exploitation se fait selon trois services à boucle et rebroussement utilisant les boucles extérieures des extensions dans le sens inverse des aiguilles d'une montre, la boucle intérieure assurant la desserte interne dans le sens des aiguilles d'une montre.

## Exploitation et fréquentation
Toutes les boucles fonctionnent de 5 heures du matin à juste après minuit, du dimanche au jeudi. Les vendredis et samedis soir, le service est prolongé jusqu'à 2 h du matin. Cet horaire est ajusté lors des événements. Les trains sur la boucle intérieure fonctionnent en tandem et arrivent toutes les 90 secondes pendant les heures de pointe et toutes les trois minutes dans le cas contraire. Les trains des boucles extérieures arrivent toutes les 5 à 6 minutes ; toutes les 2,5 à 3 minutes donc  lorsque la piste est partagée.
La fréquentation du Métromover augmente encore, plus faiblement, passant de 27.000 passagers par jour en 2010 à 33.000 passagers quotidiens en 2016.

### Accidents
Le 10 septembre 2008, un homme tentant d'attraper son chapeau qui lui avait été arraché la tête par une rafale de vent est heurté par un véhicule. Le 20 juillet 2010, deux voitures en direction du nord sont entrées en collision. Le 5 février 2014, un homme est tué à la station Riverwalk en sautant, selon les témoins, devant le véhicule qui s'approchait.

## Équipements

### Matériel roulant

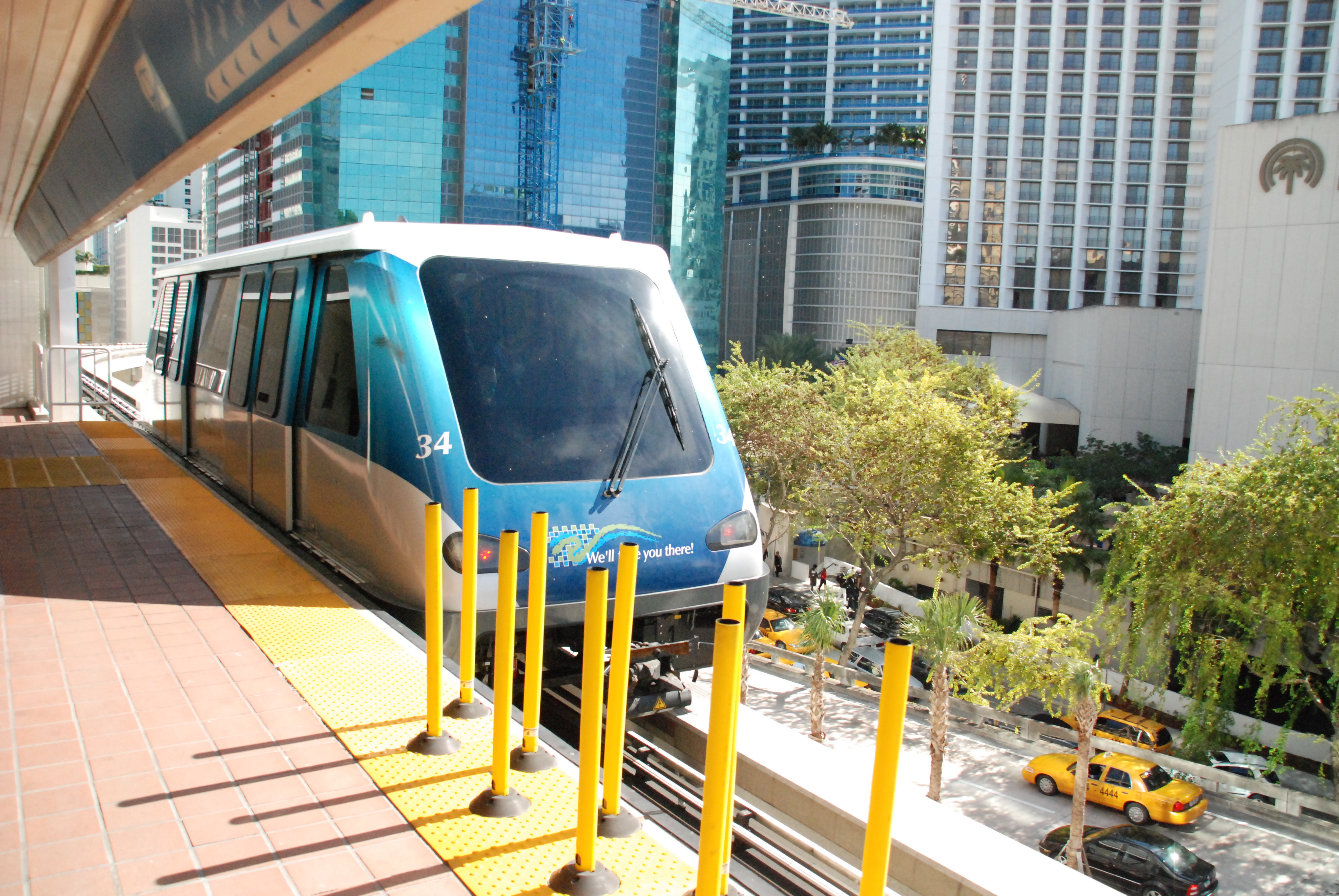
Véhicule Bombardier Innovia APM100 à la station Knight Center.

Metromover utilise 29 véhicules Bombardier Transport Innovia APM 100, dont les 12 premiers ont été livrés pendant l'été et l'automne 2008. Ces véhicules plus récents ont remplacé les 12 premières voitures Adtranz C-100 qui ont été construites par Westinghouse Electric en 1984 et comprennent une conception plus aérodynamique, ainsi qu'un système de vidéosurveillance à bord.
Les 17 voitures supplémentaires Bombardier, livrées de juillet 2010 à début 2014, ont remplacé la deuxième commande de 17 véhicules Adtranz C-100, construits par le prédécesseur d'Adtranz AEG-Westinghouse en 1992.

### Automatismes
Les véhicules de la navette sont entièrement automatiques.

## Projets de développement
Des propositions d'expansion furent avancées dès les premières années, par exemple la réalisation d'une boucle de rebroussement à Brickell ou une extension vers le nord.
En mai 2011, une étude a été proposée pour analyser l'idée d'étendre le Metromover au Port Miami pour créer un lien de transit ferroviaire direct de l'aéroport au port maritime. Cette étude n'a pas été réalisée.
Plusieurs propositions ont été avancées pour un service Metromover vers le sud de Miami Beach. Cela relierait Miami Beach au transport en commun ferroviaire pour la première fois et fournirait une connexion ferroviaire directe dans l'un des quartiers les plus visités de la région de Miami. La ligne permettrait également de futures expansions plus tard à travers South Beach.
Le plan SMART dévoilé en 2016 comprend une extension à South Beach via MacArthur Causeway, et une extension nord de la région de Midtown, desservant également les quartiers de Wynwood et Edgewater. Le choix de la technologie n'est pas décidé.